# Misraba
Misraba (arab. مسرابا) – miasto w Syrii, w muhafazie Damaszek. W 2004 roku liczyło 5942 mieszkańców.